# سفاکلور
سفاکلور (انگلیسی: Cefaclor) آنتی بیوتیک نسل دوم از دسته سفالوسپورین ها است. این دارو در درمان بیماری های ناشی از باکتری های بیماری زا مانند سینه‌پهلو و عفونت های ناحیه گوش، ریه، حلق، پوست و مجاری ادراری کاربرد دارد. سفاکلور مانند سایر آنتی بیوتیک های این خانواده مانع از تشکیل دیواره سلولی در باکتری می شود.